# Voitures pour trains rapides de la Deutsche Reichsbahn (types 1928 à 1934)
Les voitures pour trains rapides types 1928 à 1934 de la Deutsche Reichsbahn sont des voitures dédiées aux rapides (en allemand : Schnellzugë) succédant aux voitures dites « brochets » (en allemand : Hechtwagen). Elles constituent la seconde série série de voitures métalliques pour trains rapides mises en service par la Deutsche Reichsbahn (chemins de fer allemands) de 1928 à 1935 et se caractérises par leurs extrémités de caisse et de toiture à angle droit. Plusieurs sous-séries tardives font l'expérience de la soudure pour la construction des caisses et parfois du châssis, les autres sont rivetées.
Malgré leurs différences nombreuses, elles reprennent la construction de la partie centrale et les intérieurs des dernières « brochets » produites depuis 1926. À partir de 1935, la DR créera un type nouveau, plus confortable et entièrement soudé se caractérisant par des fenêtres plus généreuses, des toitures à l'extrémité arrondie et des bogies allégés. Les voitures à jupes constituant la quatrième génération étant avant tout une version aérodynamique de ces dernières.
La Mitropa a également fait construire des voitures-lits directement dérivées de celles de la DRG et la Deutsche Reichpost a construit des voitures postales semblables. Les fourgons à bagages sont le premier modèle de fourgon moderne produit en quantités importantes.

## Histoire
En 1921, les chemins de fer allemands (Deutsche Reichsbahn) mettent au point une première génération de matériel ferroviaire unifié pour les trains de voyageurs rapides et internationaux, en vue de supplanter les séries d'avant-guerre. Commandées de 1921 à 1926, elles sont surnommées « voitures-brochets » (en allemand : Hechtwagen) en raison de leurs extrémités comportant des faces latérales en biseau.
Les voitures commandées en 1926, et dont la livraison s'étend jusqu'à 1928, se différencient des premières par leur nouveau châssis plus long (21,720 m) ; leurs fenêtres plus carrées ; leurs intérieurs revus et leurs toitures rectilignes débordant de la caisse au-dessus des portes d'embarquement toujours situées sur une paroi en diagonale. Quelques-unes sont montées sur des bogies Görlitz, à empattement de 3 m).
La conception des voitures type 1928, 1929 et 1930 consiste à reprendre les caractéristiques ci-dessus mais en les combinant à des parois d’extrémité rectilignes, avec des portières parallèles aux longs-pans latéraux mais disposées en retrait, dégageant de l'espace pour les marchepieds et s'abritant de la pluie sous la toiture rectiligne. Cette disposition moins originale était déjà celle du matériel d'avant-guerre de la plupart des réseaux allemands.
L'autre innovation apportée par ces voitures est le redémarrage de la production en quantités importantes de versions rares voire inexistantes sur les types 1921 à 1926 : des fourgons, des voitures-restaurant et des voitures mixtes 1re/2e/3e classe.
À partir de 1931, des prototypes à caisse ou à châssis soudés sont mis en service — l'emploi de la soudure permettait d'économiser du poids et d'améliorer l'aérodynamisme par rapport aux rivets — des quantités plus importantes de voitures soudées étant livrées à partir de 1933.
Toutefois, malgré cette modernité sur le plan technique, le confort spartiate (surtout en 3e classe), l'aérodynamisme médiocre et la prise de poids de ces voitures métallique conduira la DRG à les remplacer par un modèle entièrement revu : les voitures types 1935 à 1937, qui se reconnaissent à leurs grandes fenêtres, à leurs bogies allégés et à leur toiture aux extrémités courbes.

## Versions

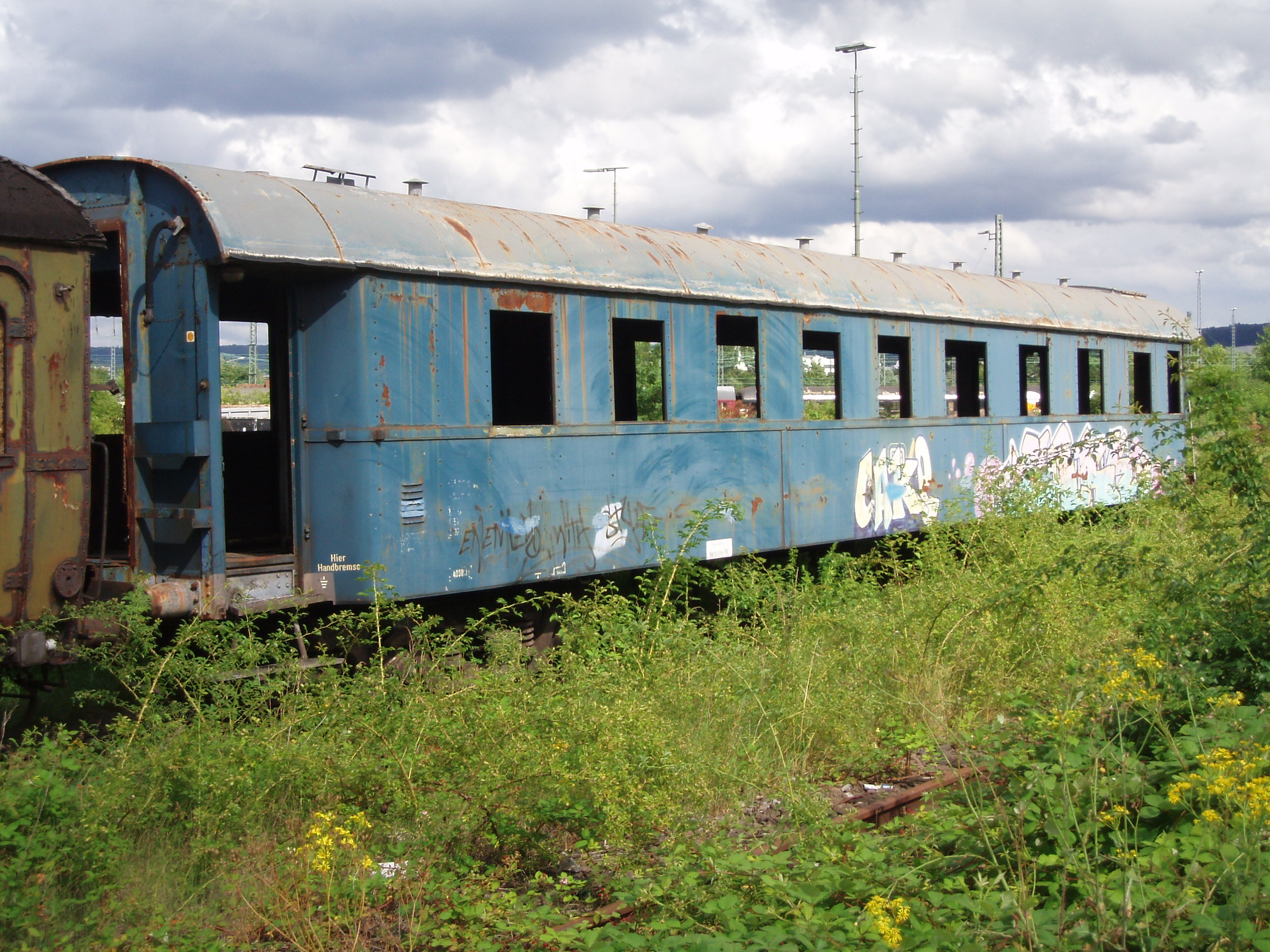
ABC4ü-33 (à caisse rivetée) en attente de restauration au musée des chemins de fer d'Heilbronn.

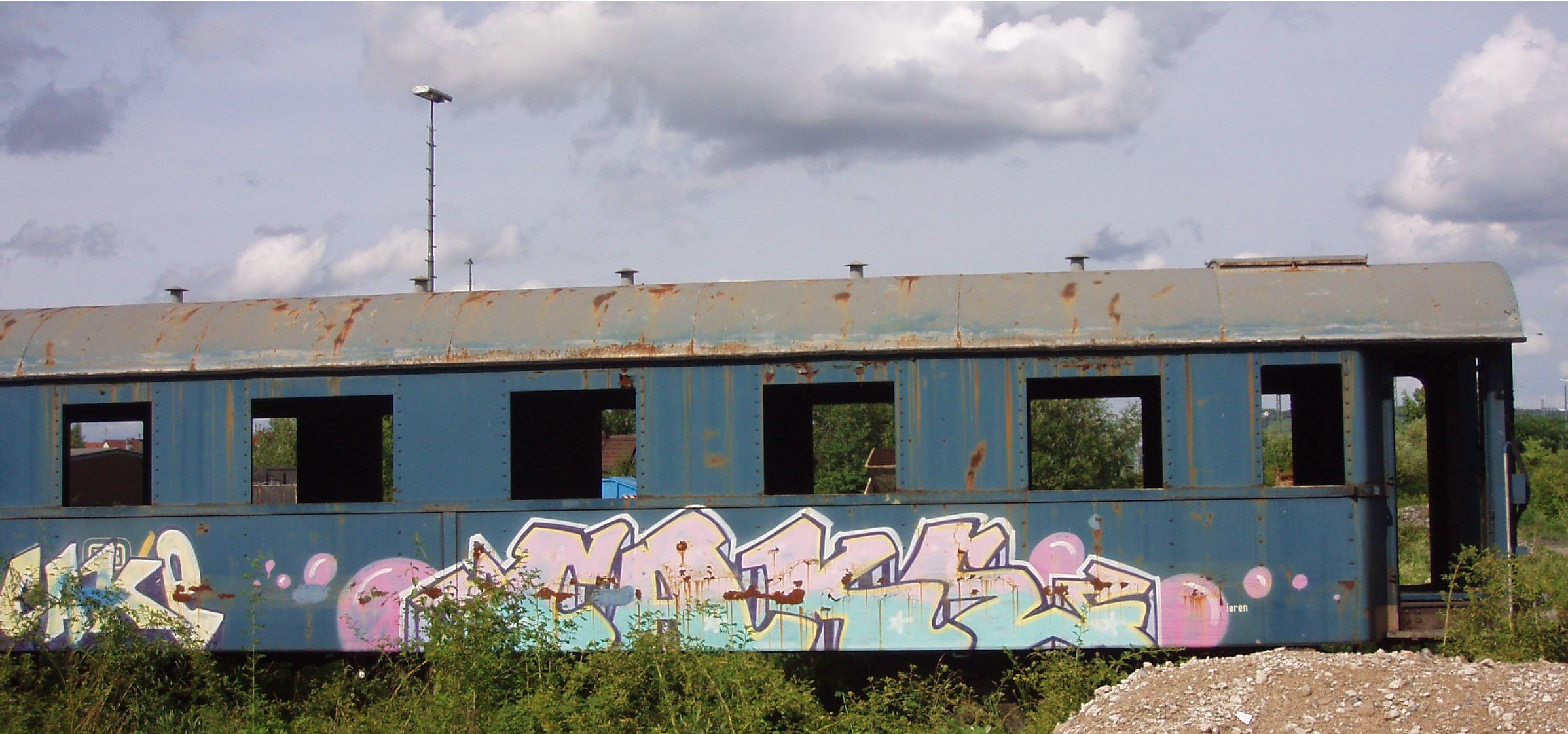
La taille des fenêtres est différente pour la 1^{e}, 2^{e}, 3^{e} classe et les toilettes.

### Voitures à places assises
Les voitures à places assises commandées en 1928 se subdivisent en deux versions : des mixtes 1re/2e classe (AB4ü-28 à six compartiments de 2e classe et deux de 1re au centre) et des voitures de 3e classe à dix compartiments. Ces deux types sont la continuation des AB4ü-26 et C4ü-26 avec des extrémités différentes. Leur production se poursuit sans différences jusqu'en 1930 et 1932 totalisant 235 AB4ü-28 (numérotées 11 333 à 558) et 320 C4ü-28 (16 192 à 361 et 16 369 à 518).
En 1929 apparaissent les ABC4ü-29 : combinant trois compartiments de 2e, un de 1re au centre et cinq de 3e classe. Prévues notamment pour des trains courts et des trains à tranches, elles sont les premières voitures tri-classe mises en service depuis la fin de la Première guerre. 128 exemplaires de cette série utilisant des bogies Görlitz II (III pour celles livrées après 1931) seront mis en service de 1929 à 1933, suivies par 54 ABC4ü-33 aux bogies allégés,. Pour les trains internationaux vers la Scandinavie, les nouveaux bogies étaient mal adaptés à l'embarquement sur ferry-boat. Les DRG commandent donc les huit ABC4ü-29a utilisant les bogies « Pennsylvania » des séries antérieures ; des fourgons ont recouru au même principe.
Les voitures spéciales « Hapag-Lloyd » apparaissent en 1930 avec deux séries : huit A4ü-30 (sept compartiments de 1re classe) et dix B4ü-30 (huit compartiments de 2e classe.
À partir de 1931, plusieurs nouvelles séries et prototypes expérimentent la soudure pour diminuer le poids dû à la structure métallique et aux bogies surdimensionnés. Les C4ü-31 concernent deux voitures à caisse, châssis et bogies soudés et une autre aux caractéristiques différentes qui sera par la suite classée comme simple C4ü-28. Les C4ü-32a et -32b (deux exemplaires chacun) sont également des voitures soudées aux bogies différant entre eux. En 1933, deux séries de quatre voitures (AB4ü-33 et ABC4ü-33a) complètent la lignée des voitures soudées. En 1934-1935, elles sont produites en de nouvelles versions plus nombreuses : 20 AB4ü-34, 6 ABC4ü-34 et 20 BC4ü-34 (identiques extérieurement mais au compartiment central aménagé en 2e classe). L'unique ABC4ü-35 est l'ultime représentante de ce type alors que les voitures de troisième génération commencent à sortir d'usine, comme cette dernière, elle offre des sièges recouverts de tissu en 3e classe.

### Voitures lits
Contrairement aux voitures des types 1921 à 1926, une seule version est produite (les WL4ü-28) mais leurs 132 exemplaires éclipsent les séries précédentes et permettent de reléguer à des services moins nobles les voitures d'avant-guerre à six essieux. Elles sont également les premières à arborer la nouvelle livrée rouge foncé (jusqu'en 1928, les voitures-lits utilisaient le vert foncé des autres voitures avec des filets dorés).

### Restaurants

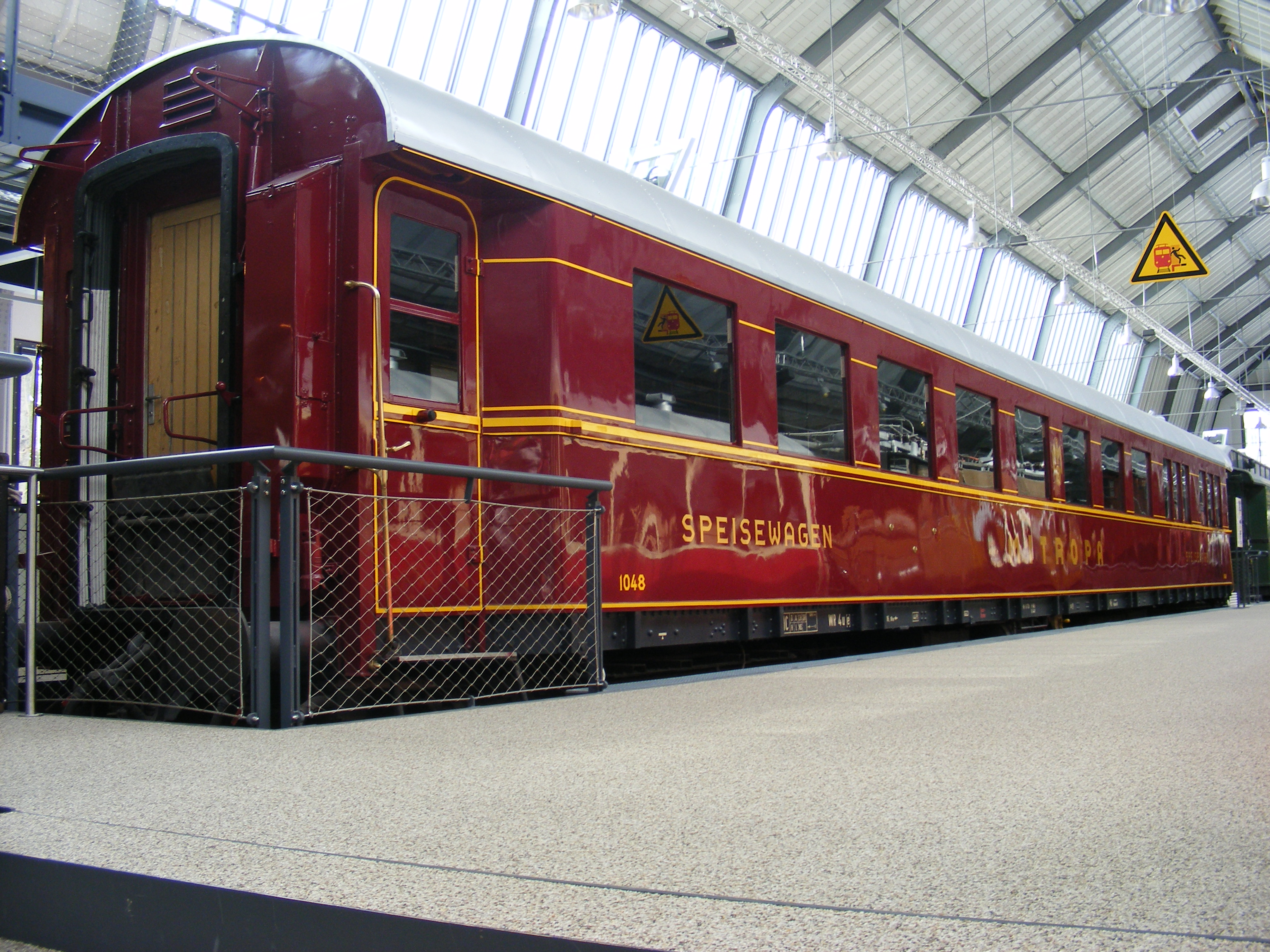
Voiture-restaurant n°1048 exposée au Centre des Transports (Munich).

Les 87 WR4ü-28 produites de 1928 à 1935 sont les premières voitures restaurant commandées après la Première Guerre mondiale. Elles remplacent sur les meilleurs trains des voitures à caisse en bois tôlé (ou apparent) souvent à six essieux. Elles mettent à disposition sept tables de 4 places et sept de 2 places.
Les 1001 à 1040, sorties d'usine en 1928, ont une cuisine plus petite et une salle à manger plus vaste avec un plus grand écart entre chaque fenêtre. Les douze derniers exemplaires se caractérisent par une caisse soudée et des bogies Görlitz III.

### Rheingold
Les voitures-salon et fourgons construites pour le train Rheingold (l'Or du Rhin) en 1928-1929 sont apparentées aux voitures des types 1928-1934 mais possèdent des carrosseries spécifiques, aménagées en salon avec ou sans cuisine de 1re ou de 2e classe et une toiture se finissant en arrondi. Après la guerre, elles sont transformées en voitures-restaurant, en voitures-bar ou en voitures à compartiments.

### Fourgons

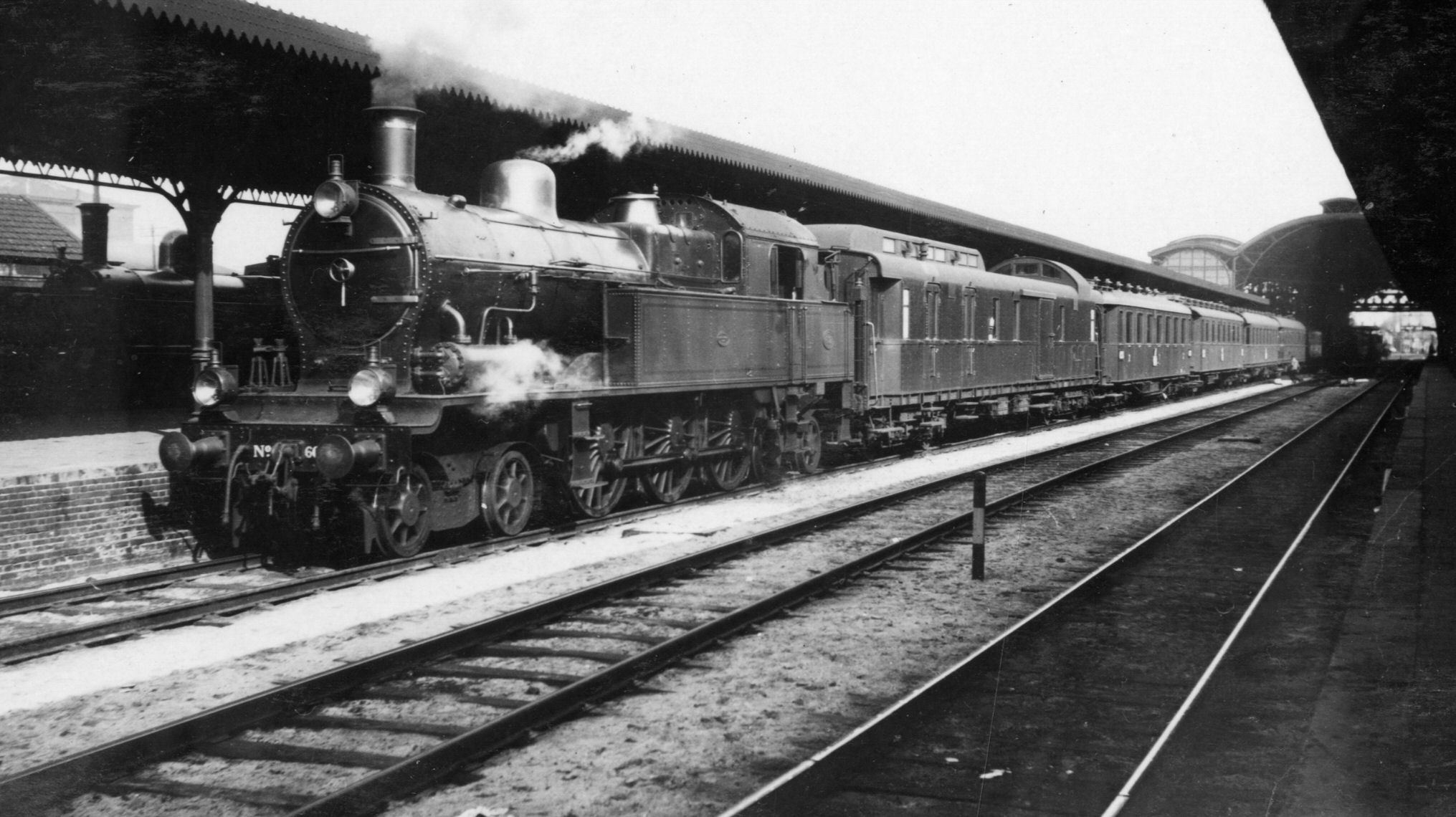
PwPost4ü-28 incorporée à un train international venant de Hoek van Holland et Utrecht en 1935.

Livrés de 1928 à 1929, les 41 Pw4ü-28 et 120 Pw4ü-29 sont les premiers types de fourgons dessinés après guerre à être produits en grande série. S'y ajoutent neuf Pw4ü-28a, à bogies américains pour les trains "ferry-boat" vers Copenhague et Stockholm. Ils sont remplacés sur les chaînes de montage par 450 exemplaires d'un modèle nouveau, au toit plus plat offrant une meilleure visibilité depuis la vigie : les Pw4ü-30, sorties d'usine en moins de 2 ans.
En 1932, des voitures appelées ABC4ü-32 et C4ü-32 sont construites pour les express Karwendel entre Munich et Innsbruck. Elles sont une variation des voitures pour trains express apparues en 1930 sans rapport avec les voitures pour rapides mais ce n'est pas le cas des cinq fourgons associés à ces trains et aux voitures "Karwendel" plus anciennes. Livrés en 1932, ils sont une version munie d'une cuisine des Pw4ü-29.
Sur certains trajets, l'utilisation d'un fourgon postal entier et d'un fourgon métallique à bogies ne se justifiait pas. Afin de réduire le poids mort et d'évincer les fourgons plus anciens à caisse en bois, sont commandées des voitures mixtes divisées en deux une partie fourgon avec vigie (et toit bas) et une partie postale avec des portes et fenêtres spécifiques. Avec 22,470 m, ce sont également les plus longues voitures de toute cette famille. Les vingt premières (PwPost4ü-28) sont rivetées et ont un lanterneau éclairant la moitié dédiée au tri et au transport du courrier. Elles sont complétées en 1934 par dix PwPost4ü-34, de construction soudée, sans lanterneau et avec une double porte déplacée vers l'extrémité.

### Voitures postales

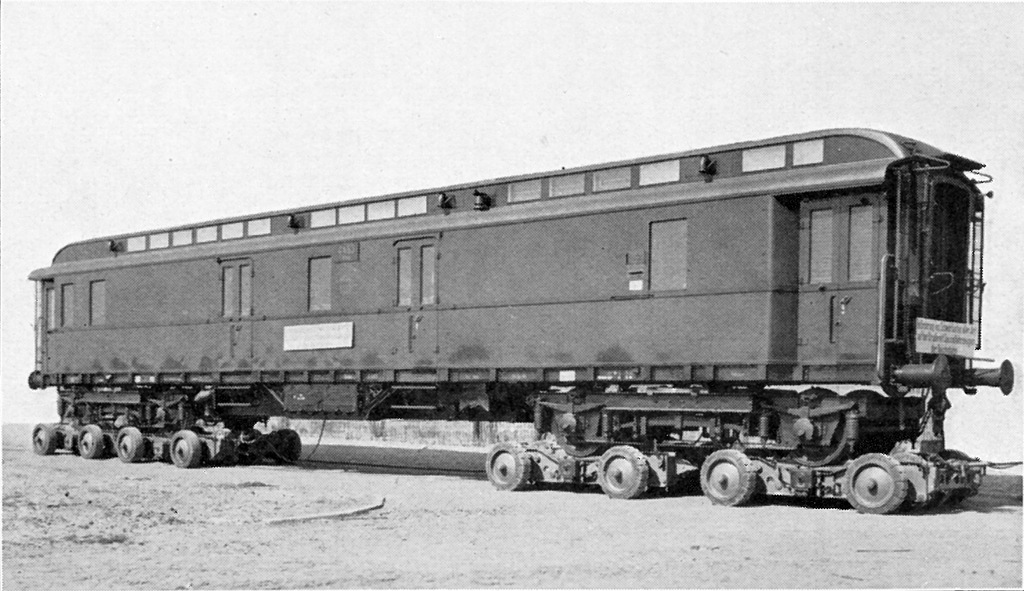
Voiture postale transportée par la route.

## Europe

### Danemark
Les Danske Statsbaner (DSB) ont possédé plusieurs séries de voitures pour trains rapides s'inspirant du matériel allemand parmi lesquelles leurs premières voitures pour trains directs entièrement métalliques.

### Lituanie
Les Chemins de fer lituaniens (LG) ont passé commande à l'industrie allemande de voitures métalliques semblables à celles des DRG.